# Eremophlepsius rohdendorfi
Eremophlepsius rohdendorfi är en insektsart som beskrevs av Aleksey A. Zachvatkin 1924. Eremophlepsius rohdendorfi ingår i släktet Eremophlepsius och familjen dvärgstritar. Inga underarter finns listade i Catalogue of Life.